# SIG Sauer P226
En SIG Sauer P226 er en pistol.
Pistolen er produceret af Schweizerische Industrie Gesellschaft (SIG), der ligger i Schweiz.
P226 er sidenhen blevet en af de mest populære pistoler i verden. Den  bliver blandt andet brugt af det amerikanske Navy Seals.
Specifikationer for P226 X-SIX
Kaliber: 9mm
Løbets længde: 153mm 
Mål (LxHxB): 250x19x44 mm 
Aftrækkervægttryk: Justerbart 
SA 1.0 kp – 1.6 kp
Aftrækkerafstand: Justerbart 65 – 75 mm 
Vægt inkl. magasin ca.: 1400 g 
Magasin: 19 skudsmagasin.